# Chánum Sultán Bégam
Chánum Sultán Bégam (21. listopadu 1569 – 1603) byla mughalská princezna. Byla nejstarší dcerou císaře Akbara Velikého. Byla také mladší nevlastní sestrou císaře Džáhángíra. V knize Akbarnama (kronika vlády císaře Akbara) je často zmiňována jako Khanam, Khanim Sultan a Šahzáda Khanam. Nicméně, nejznámější je pod jménem Šahzáda Khanum.

## Narození
Chánum Sultán Bégam se narodila tři měsíce po svém starším bratrovi, princi Salimovi (později císaři Džáhángírovi), v listopadu roku 1569. Podle knihy Jahangirnama (autobiografie Džáhángíra), její matka byla konkubína královského původu jménem Bibi Salima (nejedná se ale o jeho jinou ženu jménem Salima Sultan Begum).
Akbar nechal malou dívku vychovávat svou matkou, Hamídou Bánú Bégam. Džáhangír o ní ve své knize napsal: "Ze všech mých sester se svou čestností, pravdomluvností a starostlivostí o mé blaho ostatním nevyrovná. Avšak většinu svého času věnuje svému stvořiteli."

## Manželství
Chánum Sultán se provdala ve věku 25 let za svého bratrance taktéž z Tímúrovské dynastie, Mirzu Muzaffara Husaina, někdy v září roku 1594. Muzaffar byl synem Mirzy Ibrahima Husaina, který pocházel z ženské linie potomků sultána Husaina Baygary, posledního tímúrovského vládce Herátu. Muzaffar byl svého času guvernérem Gudžarátu. Jeho sestra, Núr-un-Nissa Bégam, se později provdala za bratra Chánum, císaře Džáhángíra. V roce 1609 se nevlastní dcera Chánum, Kandahárí Bégam, provdala za svého synovce, prince Churrama (později císaře Šáhdžahána) a byla jeho první manželkou.

## Smrt
Chánum Sultán Bégam zemřela v roce 1603 a byla pohřbena v hrobce svého otce v Ágře.